# الغارة الأمريكية الجوية على ليبيا
في 15 أبريل 1986؛ نفذت القوات الجوية والبحرية ومشاة البحرية الأمريكية غارات جوية أطلق عليها اسم عملية إلدورادو كانيون ضد ليبيا ردًا على تفجير ملهى ليلي في برلين الغربية قبل عشرة أيام، والذي ألقى الرئيس الأمريكي رونالد ريجان باللوم فيه على الزعيم الليبي معمر القذافي. أسفرت العملية عن مقتل 40 مواطن ليبي، وأسقطت طائرة أمريكية واحدة. ومن بين القتلى الليبيين المزعومين طفلة رضيعة قيل إنها ابنة القذافي (هناء القذافي). ومع ذلك، هناك شكوك حول ما إذا كانت قد قُتلت حقًا أو حتى كانت موجودة.

## الخلفية
بعد مناوشات استمرت لعدة سنوات بين الولايات المتحدة الأمريكية وليبيا، بسبب المطالب الإقليمية الليبية بشأن خليج سرت، بدأت التفكير في أمريكا للقيام بعملية جوية ضد أهداف أرضية داخل ليبيا.
في مارس 1986 توغلت البحرية الأمريكية لمسافة 12 ميل بحري داخل المياه الإقليمية الليبية، وأرسلت حاملة طائرات إلى هناك للقيام بمناورات عسكرية. كان الرد الليبي على المناورات عدوانياً مما أدى إلى أحداث خليج سرت. بعد أقل من أسبوعين، في الخامس من أبريل انفجرت قنبلة في ديسكو لابيل في برلين الغربية مما أسفر عن مقتل جنديين أمريكيين وامرأة تركية وجرح 22 آخرين. ادعت أمريكا أنها حصلت على نسخة برقية من عملاء ليبيين في ألمانيا الشرقية شاركوا في الهجوم.

## الاستعدادات
وقد سبقت مهمة الهجوم ضد ليبيا في أكتوبر 1985 من خلال تمرين تلقت فيه القوات المسلحة العشرون المتمركزة في قاعدة RAF Upper Heyford الجوية في المملكة المتحدة، والتي كانت مزودة بـ F-111 Es ، أمرًا سريًا للغاية لبدء مهمة هجومية محاكاة. في 18 أكتوبر، مع عشر طائرات من طراز F-111 Es مسلحة بثماني قنابل تدريبية سعة 500 رطل، ضد مطار محاكاة يقع في نيوفاوندلاند ، كندا جنوب CFB Goose Bay . تم تعيين المهمة عملية Ghost Rider. كانت المهمة بروفة كاملة لضربة بعيدة المدى ضد ليبيا. تم الانتهاء من المهمة بنجاح، باستثناء طائرة واحدة كانت جميع قنابلها الثماني باستثناء واحدة معلقة على أحد رفوف الجناح. تم نقل الدروس المستفادة إلى 48 TFW التي تم تجهيزها مع أحدث طرازات "F" من F-111.
تم وضع عناصر من المجموعة التكتيكية 4450th (USAF) التي كانت سرية في ذلك الوقت على أهبة الاستعداد للقيام بمهمة الضربة ضد ليبيا. تم تسليم أكثر من 30 طائرة من طراز F-117s إلى القيادة الجوية التكتيكية (USAF) وكانت تعمل من مطار Tonopah Test Range Airportفي نيفادا. لم يعرف القادة في مسارح شمال أفريقيا / البحر الأبيض المتوسط أي شيء عن قدرات F-117 ، أو أن الطائرة كانت موجودة. في غضون ساعة من الإطلاق المخطط له لطائرات F-117s ، قام وزير الدفاع بتفتيش مهمة التسلل، خوفًا من حل وسط للطائرة السرية وبرنامج تطويرها. تم تنفيذ الضربة الجوية بطائرات تابعة للبحرية الأمريكية والقوات الجوية الأمريكية. ستظل F-117 غير معروفة تمامًا للعالم لعدة أشهر أخرى، قبل أن يتم الكشف عنها في عام 1988 وظهرت بشكل بارز في التغطية الإعلامية لعملية عاصفة الصحراء .
لغارة الليبية، ورفض الولايات المتحدة لحقوق التحليق من فرنسا ، إسبانيا ، و إيطاليا ، وكذلك استخدام القواعد القارية الأوروبية، مما اضطر جزء سلاح الجو العملية سينقل جوا في جميع أنحاء فرنسا وإسبانيا، على البرتغال وذلك من خلال مضيق جبل طارق ، مضيفًا 1300 ميل (2,100 كيلومتر) في كل اتجاه ويتطلب إعادة تزويد بالوقود الجوي المتعدد.  أضاف الرفض الفرنسي وحده 2800 كيلومتر وتم فرضه على الرغم من حقيقة أن فرنسا نفسها كانت هدفا للإرهاب من قبل حكومة القذافي في ليبيا. الرئيس الفرنسي ميترا نرفضت التحليق فوق الأجواء لأن الولايات المتحدة كانت مهتمة بعمل محدود في ليبيا بينما كانت فرنسا مهتمة أكثر بعمل كبير من شأنه أن يزيل القذافي من السلطة.  عامل آخر في القرار الفرنسي هو فشل الولايات المتحدة في اللحظة الأخيرة في المشاركة في غارة جوية انتقامية على المواقع الإيرانية بعد تفجيرات ثكنات بيروت 1983 .

## العملية والنتائج
في 15 أبريل 1986 قامت 66 طائرة أمريكية انطلق بعضها من قواعد بريطانية بشن غارة وقصف أهدافي العاصمة الليبية طرابلس، ومنطقة بنغازي. قال المتحدث باسم البيت الأبيض لاري سبيكس أن الهجوم كان يستهدف مواقع عسكرية رئيسية ولكن التقارير تشير إلى أن الصواريخ ضربت أيضا بن عاشور، وهي ضاحية مكتظة بالسكان في العاصمة. كما تم قصف المجمع السكني الذي يقيم فيه الرئيس معمر القذافي قتلت فيه ابنته المتبناة هناء القذافي. بالإضافة لذلك فقد قتل 45 جندي ليبي و 15 مدنياً.
برر الرئيس الأمريكي رونالد ريغان الهجوم عن طريق اتهام ليبيا بالمسؤولية المباشرة عن الإرهاب الموجه إلى الولايات المتحدة الأمريكية والشعب الأمريكي. وقال في خطابه التلفزيوني الذي أذيع بعد الهجوم بساعتين: «عندما تعرض مواطنونا لهجوم أو لسوء المعاملة في أي مكان في العالم بناء على أوامر مباشرة من انظمة معادية، فإننا سنرد طالما أنا في هذا المنصب».
بعد أن أعلنت ليبيا انتصارها وصمودها أمام هذه الغارة التي شنتها دول عظمى مثل أميركا وبريطانيا، تم الإعلان عن تغيير اسم ليبيا الرسمي من "الجماهيرية العربية الليبية الشعبية الاشتراكية" ليصبح "الجماهيرية العربية الليبية الشعبية الاشتراكية العظمى"، حيث جاء إضافة كلمة "العظمى" كناية على أن ليبيا دولة عظمى كونها صمدت بوجه دول عظمى.